# US Lecce
Unione Sportiva Lecce is een Italiaanse voetbalclub uit Lecce die sinds 2022/2023 in de Serie A uitkomt. De clubkleuren zijn rood-geel en de thuiswedstrijden worden afgewerkt in het stadio Via del Mare.
US Lecce werd opgericht op 15 maart 1908, als SC Lecce. In 1927 fuseerde de club met Juventus Lecce en Gladiator Lecce.
US Lecce werd na een omkoopschandaal in 2012 teruggezet naar de onderbond. In 2019 bereikte US Lecce wederom de Serie A, maar degradeerde alweer naar de Serie B op 2 augustus 2020, na een heroïsche nederlaag tegen Parma (3-4) op de laatste speeldag. Tijdens het seizoen 2021-2022 werd de ploeg weer kampioen en keerde zo vanaf 2022-2023 terug naar de Serie A.

## Erelijst
- Serie B

2010, 2022
- Serie C

1945-1946, 1975-1976, 2017-2018
- Serie C1

1995-1996
- Campionato Meridionale (Prima Divisione)

1928-1929
- Coppa Italia Semiprofessionisti

1975-1976
- Coppa Italo-Inglese Semiprofessionisti

1976

### Jeugd
- Campionato Primavera

2002-2003, 2003-2004
- Coppa Italia Primavera

2001-2002, 2004-2005
- Supercoppa Primavera

2004, 2005

## Eindklasseringen
- 1946 1e
Serie C
- 1947 4e
Serie B
- 1948 3e
Serie B
- 1949 20e
Serie B
- 1950 4e
Serie C
- 1951 3e
Serie C
- 1952 2e
Serie C
- 1953 13e
Serie C
- 1954 6e
Serie C
- 1955 16e
Serie C
- 1956 14e
n4
- 1957 1e
n4
- 1958 6e
n4
- 1959 5e
Serie C
- 1960 7e
Serie C
- 1961 7e
Serie C
- 1962 2e
Serie C
- 1963 6e
Serie C
- 1964 7e
Serie C
- 1965 10e
Serie C
- 1966 12e
Serie C
- 1967 9e
Serie C
- 1968 4e
Serie C
- 1969 5e
Serie C
- 1970 5e
Serie C
- 1971 4e
Serie C
- 1972 2e
Serie C
- 1973 2e
Serie C
- 1974 2e
Serie C
- 1975 3e
Serie C
- 1976 1e
Serie C
- 1977 7e
Serie B
- 1978 7e
Serie B
- 1979 6e
Serie B
- 1980 14e
Serie B
- 1981 9e
Serie B
- 1982 10e
Serie B
- 1983 14e
Serie B
- 1984 4e
Serie B
- 1985 2e
Serie B
- 1986 16e
Serie A
- 1987 4e
Serie B
- 1988 2e
Serie B
- 1989 9e
Serie A
- 1990 12e
Serie A
- 1991 15e
Serie A
- 1992 8e
Serie B
- 1993 3e
Serie B
- 1994 18e
Serie A
- 1995 20e
Serie B
- 1996 1e
Serie C1
- 1997 3e
Serie B
- 1998 17e
Serie A
- 1999 3e
Serie B
- 2000 11e
Serie A
- 2001 13e
Serie A
- 2002 16e
Serie A
- 2003 3e
Serie B
- 2004 10e
Serie A
- 2005 11e
Serie A
- 2006 19e
Serie A
- 2007 9e
Serie B
- 2008 3e
Serie B
- 2009 20e
Serie A
- 2010 1e
Serie B
- 2011 17e
Serie A
- 2012 18e
Serie A
- 2013 2e
Prima Divisione
- 2014 3e
Prima Divisione
- 2015 6e
Prima Divisione
- 2016 3e
Prima Divisione
- 2017 2e
Prima Divisione
- 2018 1e
Serie C
- 2019 2e
Serie B
- 2020 18e
Serie A
- 2021 4e
Serie B
- 2022 1e
Serie B
- 2023 16e
Serie A
- 2024 14e
Serie A
- 2025 17e
Serie A

- Serie A
- Serie B
- Serie C
- Prima Divisione
- n4

## Resultaten per seizoen
| Seizoen | Competitie                        | Niveau | Eindstand | Coppa Italia | Opmerking                                                  |
| ------- | --------------------------------- | ------ | --------- | ------------ | ---------------------------------------------------------- |
| 2000/01 | Serie A                           | I      | 13        | 8e finale    |                                                            |
| 2001/02 | Serie A                           | I      | 16        | 2e ronde     |                                                            |
| 2002/03 | Serie B                           | II     | 3         | 3e groep 5   |                                                            |
| 2003/04 | Serie A                           | I      | 10        | 3e groep 8   |                                                            |
| 2004/05 | Serie A                           | I      | 11        | 8e finale    |                                                            |
| 2005/06 | Serie A                           | I      | 19        | 1e ronde     |                                                            |
| 2006/07 | Serie B                           | II     | 9         | 1e ronde     |                                                            |
| 2007/08 | Serie B                           | II     | 3         | 1e ronde     | winnaar promotieserie > UC AlbinoLeffe (2-1)               |
| 2008/09 | Serie A                           | I      | 20        | 3e ronde     |                                                            |
| 2009/10 | Serie B                           | II     | 1         | 3e ronde     |                                                            |
| 2010/11 | Serie A                           | I      | 17        | 4e ronde     |                                                            |
| 2011/12 | Serie A                           | I      | 18        | 3e ronde     | Degradatie naar nivo III vanwege sportieve fraude          |
| 2012/13 | Lega Pro Prima Divisione Girone A | III    | 2         | 3e ronde     |                                                            |
| 2013/14 | Lega Pro Prima Divisione Girone B | III    | 3         | 3e ronde     |                                                            |
| 2014/15 | Lega Pro Girone C                 | III    | 6         | 2e ronde     |                                                            |
| 2015/16 | Lega Pro Girone C                 | III    | 3         | 2e ronde     |                                                            |
| 2016/17 | Lega Pro Girone C                 | III    | 2         | 3e ronde     |                                                            |
| 2017/18 | Serie C Girone C                  | III    | 1         | 3e ronde     |                                                            |
| 2018/19 | Serie B                           | II     | 2         | 3e ronde     |                                                            |
| 2019/20 | Serie A                           | I      | 18        | 4e ronde     |                                                            |
| 2020/21 | Serie B                           | II     | 4         | 3e ronde     | halve finale promotieserie; Ligatopscorer Massimo Coda: 22 |
| 2021/22 | Serie B                           | II     | 1         | 8e finale    | Ligatopscorer Massimo Coda: 20                             |
| 2022/23 | Serie A                           | I      | 16        | 1e ronde     |                                                            |
| 2023/24 | Serie A                           | I      | 14        | 2e ronde     |                                                            |
| 2024/25 | Serie A                           | I      | 17        | 2e ronde     |                                                            |
| 2025/26 | Serie A                           | I      | .         |              |                                                            |

## Bekende (ex-)spelers
- Dušan Basta
- Andrea Bertolacci
- Valeri Bojinov
- Marco Cassetti
- Franco Causio
- Javier Chevanton
- Antonio Conte
- Juan Cuadrado
- Wilfried Dalmat
- Giulio Donati
- Mark Edusei
- Giuseppe Giannini
- Morten Hjulmand
- Gianluca Lapadula
- Cristiano Lucarelli
- Graziano Pellè
- Gheorghe Popescu
- Ante Rebić
- Karim Saïdi
- Nicola Sansone
- Nenad Tomović
- Max Tonetto
- Mirko Vučinić